# Brezje pri Senušah
Brezje pri Senušah – wieś w Słowenii, w gminie Krško. W 2018 roku liczyła 87 mieszkańców.